# Диоксид-сульфид празеодима(III)
Диоксид-сульфид празеодима(III) — неорганическое соединение, 
смешанный оксид-сульфид празеодима с формулой Pr2O2S,
чёрные кристаллы,
не растворяется в воде.

## Получение
- Сульфидирование оксида празеодима(III):

{\displaystyle {\mathsf {2Pr_{2}O_{3}+3S\ {\xrightarrow {700-1200^{o}C}}\ 2Pr_{2}O_{2}S+SO_{2}}}}
- Длительное прокаливание смеси оксида празеодима(III) и сульфида празеодима(III):

{\displaystyle {\mathsf {2Pr_{2}O_{3}+Pr_{2}S_{3}\ {\xrightarrow {800-1350^{o}C}}\ 3Pr_{2}O_{2}S}}}
- Окисление при нагревании на воздухе сульфида празеодима(III):

{\displaystyle {\mathsf {Pr_{2}S_{3}+3O_{2}\ {\xrightarrow {T}}\ Pr_{2}O_{2}S+SO_{2}}}}

## Физические свойства
Диоксид-сульфид празеодима(III) образует чёрные кристаллы.
Не растворяется в воде.

## Химические свойства
- На воздухе окисляется при температуре выше 600°С.

## Применение
- Допированное другими редкоземельными элементами используется как рабочее тело твёрдотельных лазеров[1].
- Катализатор паровой конверсии CO[2].